# Pierre Ligier
Pierre Mathieu Ligier (Bordeaux, 1796 – 1872) è stato un attore teatrale francese.
Esordì alla Comédie-Française nel 1820, per poi recitare all'Odéon dal 1824 al 1828. Nel 1831 tornò alla Comédie e nel 1852 si ritirò.
Fu il più grande interprete di Casimir Delavigne.